# Melonycteris
Melonycteris is een geslacht van de vleerhonden dat voorkomt in de Bismarck-archipel.

## Beschrijving
Melonycteris-soorten zijn kleine, oranje of bruine vleerhonden, vaak met roze vlekken. Bij M. melanops bestaan er opvallende verschillen tussen mannetjes en vrouwtjes. Alle soorten eten nectar.

## Taxonomie
Het geslacht Melonycteris wordt meestal in de onderfamilie Macroglossinae geplaatst, samen met andere nectaretende vleerhonden als Megaloglossus en Macroglossus, maar recent onderzoek heeft de geldigheid van die onderfamilie danig op de tocht gezet. Er zijn verschillende genetische onderzoeken geweest om de verwantschappen van dit geslacht te bepalen, maar de resultaten verschilden: in sommige analyses was Melonycteris de zustergroep van alle andere vleerhonden (alle andere vleerhonden vormden een clade, een natuurlijke groep), maar een andere analyse gaf een verwantschap aan met Nyctimene, met een klade van alle vleerhonden behalve Pteropus of met een klade van onder andere Cynopterus, Dobsonia en Thoopterus, afhankelijk van het gebruikte gen en de gebruikte methode. Een gecombineerde analyse van vijf genen en morfologische kenmerken gaf een verwantschap aan met andere traditionele Macroglossinae: Syconycteris, Macroglossus, Notopteris en mogelijk Eonycteris.
Het geslacht Nesonycteris werd tot 2020 als ondergeslacht van dit geslacht gerekend, maar werd afgesplitst op basis van genetische verschillen.

### Soorten
Het geslacht heeft één soort:
- Geslacht Melonycteris
  - Melonycteris melanops (Bismarck-archipel)

Acerodon · Aethalops · Alionycteris · Aproteles · Balionycteris · Casinycteris · Chironax · Cynopterus · Desmalopex · Dobsonia · Dyacopterus · Eidolon · Eonycteris · Epomophorus · Epomops · Haplonycteris · Harpyionycteris · Hypsignathus · Latidens · Lissonycteris · Macroglossus · Megaloglossus · Melonycteris · Micropteropus · Mirimiri · Myonycteris · Nanonycteris · Neopteryx · Notopteris · Nyctimene · Otopteropus · Paranyctimene · Penthetor · Plerotes · Ptenochirus · Pteralopex · Pteropus · Rousettus · Scotonycteris · Sphaerias · Styloctenium · Syconycteris · Thoopterus